# Dear Youth
Dear Youth è il quarto album in studio del gruppo musicale statunitense The Ghost Inside, pubblicato il 17 novembre 2014 dalla Epitaph Records.

## Tracce
1. Avalanche – 3:32
2. Move Me – 3:24
3. Out of Control – 3:38
4. With the Wolves – 3:53
5. Mercy – 4:16
6. Phoenix Flame – 4:17
7. Dear Youth (Day 52) – 3:57
8. Wide Eyed (feat. Jason Butler) – 3:31
9. My Endnote – 4:02
10. The Other Half – 3:56
11. Blank Pages – 4:08

## Formazione
The Ghost Inside
- Jonathan Vigil – voce
- Aaron Brooks – chitarra solista, voce secondaria
- Zack Johnson – chitarra ritmica
- Jim Riley – basso
- Andrew Tkaczyk – batteria, percussioni

Altri musicisti
- Jason Butler – voce in Wide Eyed

Produzione
- Jeremy McKinnon – produzione
- Andrew Wade – produzione, ingegneria del suono
- David Bendeth – missaggio
- Ted Jensen – mastering
- Jason Link – layout
- Colin Marks – artwork

## Classifiche
| Classifica (2014)         | Posizione massima |
| ------------------------- | ----------------- |
| Australia                 | 16                |
| Austria                   | 66                |
| Germania                  | 65                |
| Stati Uniti               | 63                |
| Stati Uniti (independent) | 9                 |
| Stati Uniti (hard rock)   | 6                 |
| Stati Uniti (rock)        | 15                |
| Svizzera                  | 16                |